# 连蕊藤
连蕊藤（学名：Parabaena sagittata）为防己科连蕊藤属下的一个种。